# Denise Clair
Pour les articles homonymes, voir Clair.
Denise Clair (Denise Couade), née à Paris (14e arrondissement) le 8 juillet 1916 et morte dans la même ville (17e arrondissement) le 16 novembre 1970, est une actrice française de théâtre et de cinéma.

## Biographie

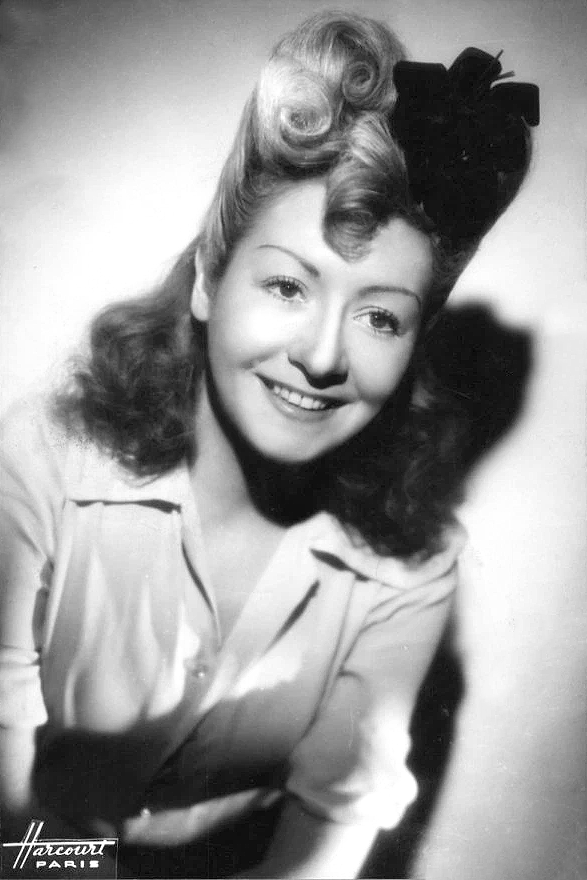
Denise Clair en 1945 (Studio Harcourt)

Denise Clair fait deux passages à la Comédie-Française, de juillet 1936 à décembre 1944 et de septembre 1948 à septembre 1949. Elle se produit aussi au cabaret : de 1949 à 1957, elle récite des poèmes au Liberty's, où elle a pris la suite de Marguerite Moreno. Entre 1940 et 1946, elle est l'épouse de l'acteur Julien Bertheau,.
Elle est inhumée au cimetière parisien de Saint-Ouen (30e division).

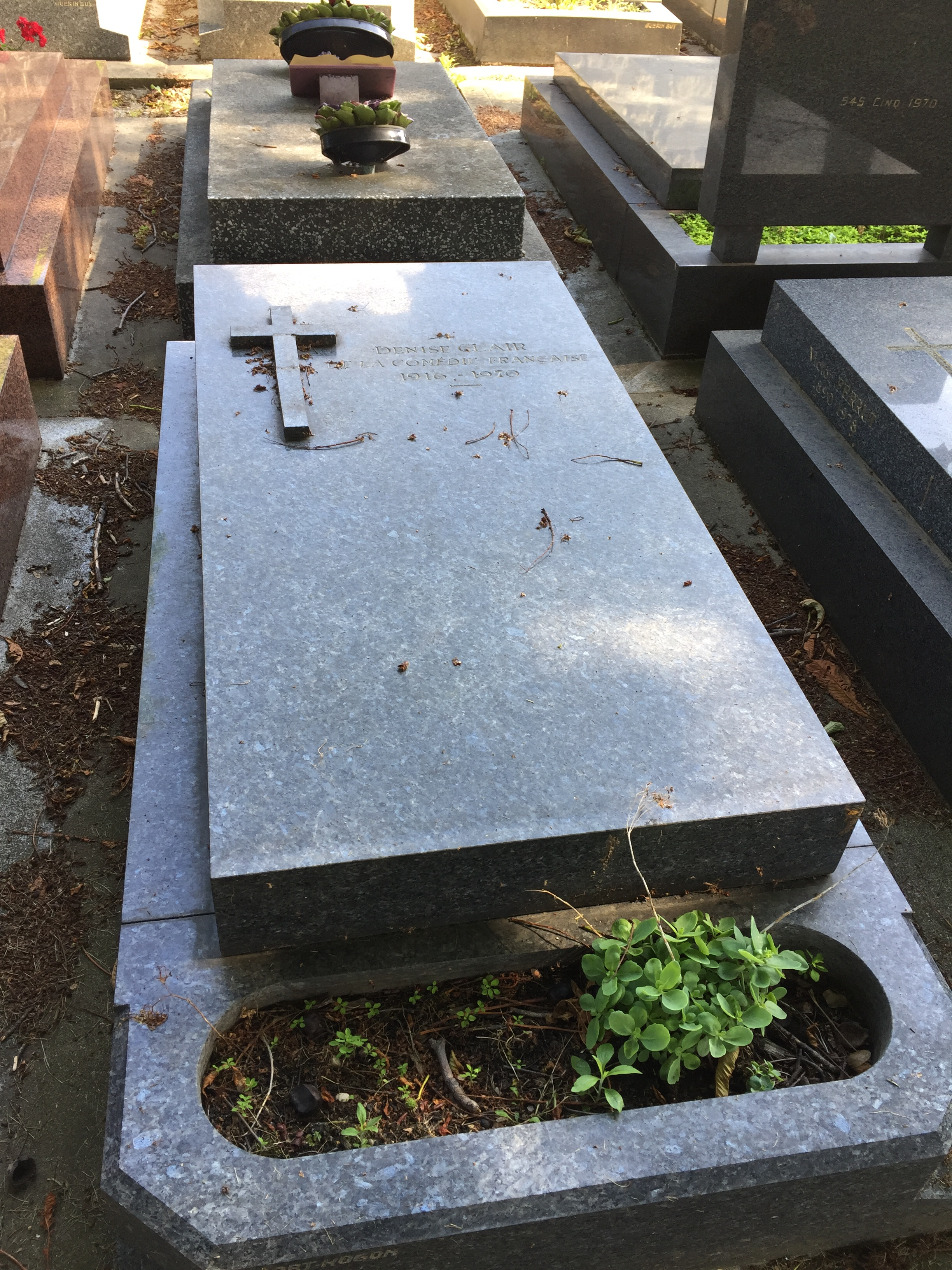
Sépulture de Denise Clair au cimetière parisien de Saint-Ouen

## Filmographie

### Cinéma
- 1947 : Dédée d'Anvers de Yves Allégret : la patronne du "Kaffee Karel"
- 1951 : Tapage nocturne de Marc-Gilbert Sauvajon : Sylvie
- 1952 : La Minute de vérité de Jean Delannoy : Mme Nicolas, la concierge
- 1953 : Touchez pas au grisbi de Jacques Becker : Mme Bouche, la restauratrice
- 1958 : Maigret tend un piège de Jean Delannoy : la concierge
- 1958 : Du rififi chez les femmes de Alex Joffé : Prune
- 1958 : Philippe d'Edouard Molinaro : la tenancière du café

### Télévision

#### Séries télévisées
- 1964 : Quand le vin est tiré ... (Les Cinq Dernières Minutes no 29), de Claude Loursais
- 1965 : Les Saintes chéries de Jean Becker : Rose, la femme de ménage d'Eve et Pierre
- 1965 : Les Jeunes Années, épisode 19 de Joseph Drimal : la vendeuse de journaux

## Théâtre
- 1937 : Chacun sa vérité de Luigi Pirandello, mise en scène Charles Dullin, Comédie-Française
- 1938 : La Coupe enchantée de Jean de La Fontaine et Champmeslé, mise en scène André Bacqué, Comédie-Française
- 1938 : Madame Sans-Gêne de Victorien Sardou et Émile Moreau, Comédie-Française
- 1939 : La Belle Aventure de Gaston Arman de Caillavet, Robert de Flers, Étienne Rey, Comédie-Française
- 1940 : L'Âne de Buridan de Gaston Arman de Caillavet, Robert de Flers, mise en scène Pierre Bertin, Comédie-Française
- 1940 : La Nuit des rois de William Shakespeare, mise en scène Jacques Copeau, Comédie-Française
- 1949 : Le Légataire universel de Jean-François Regnard, mise en scène Georges Douking, Théâtre des Célestins
- 1951 : Tapage nocturne de Marc-Gilbert Sauvajon, mise en scène Jean Wall, théâtre Édouard VII
- 1952 : Le Bon Débarras de Pierre Barillet et Jean-Pierre Grédy, mise en scène Jean Wall,   Théâtre Daunou